# Spanish International 2009
Die Spanish International 2009 im Badminton fanden vom 21. bis zum 24. Mai 2009 im Polideportivo Municipal Marqués de Samaranch in der Paseo Imperial 18 in Madrid statt. Es war die 30. Auflage des Turniers.

## Sieger und Platzierte
| Disziplin    | Gold                                      | Silber                      | Bronze                                    |
| ------------ | ----------------------------------------- | --------------------------- | ----------------------------------------- |
| Herreneinzel | Hans-Kristian Vittinghus                  | Kashyap Parupalli           | Pablo Abián                               |
| Herreneinzel | Hans-Kristian Vittinghus                  | Kashyap Parupalli           | Brice Leverdez                            |
| Dameneinzel  | Sayali Gokhale                            | Lianne Tan                  | Larisa Griga                              |
| Dameneinzel  | Sayali Gokhale                            | Lianne Tan                  | Jill Pittard                              |
| Herrendoppel | Rasmus Bonde Mikkel Delbo Larsen          | Dean George Chris Langridge | Richard Eidestedt Andrew Ellis            |
| Herrendoppel | Rasmus Bonde Mikkel Delbo Larsen          | Dean George Chris Langridge | Kasper Faust Henriksen Anders Kristiansen |
| Damendoppel  | Line Damkjær Kruse Mie Schjøtt-Kristensen | Aparna Balan Shruti Kurien  | Mariana Agathangelou Heather Olver        |
| Damendoppel  | Line Damkjær Kruse Mie Schjøtt-Kristensen | Aparna Balan Shruti Kurien  | Johanna Goliszewski Inken Wienefeld       |
| Mixed        | Robin Middleton Mariana Agathangelou      | Arun Vishnu Aparna Balan    | Wouter Claes Nathalie Descamps            |
| Mixed        | Robin Middleton Mariana Agathangelou      | Arun Vishnu Aparna Balan    | Roman Zirnwald Simone Prutsch             |